# Supercard of Honor VII
Supercard of Honor VII foi um evento pay-per-view transmitido pela internet (iPPV) realizado pela Ring of Honor, que ocorreu no dia 5 de abril de 2013 no Hammerstein Ballroom na cidade de Nova Iorque, Nova Iorque. Esta foi a nona edição da cronologia do show do fim de semana da WrestleMania da ROH.
No evento, S.C.U.M. (Cliff Compton, Jimmy Jacobs, Jimmy Rave, Rhett Titus e Rhino) (com Steve Corino) derrotou o Time ROH (B.J. Whitmer, Caprice Coleman, Cedric Alexander, Mark Briscoe e Mike Mondo) em uma luta Ten-Man War. Michael Elgin derrotou Jay Lethal em uma luta para determinar o desafiante número um ao ROH World Championship. Matt Taven acompanhado de Truth Martini e Scarlett manteve o ROH World Television Championship ao derrotar Adam Cole e Matt Hardy em uma luta three-way de eliminação. reDRagon (Bobby Fish e Kyle O'Reilly) derrotaram The American Wolves (Davey Richards e Eddie Edwards) para manter o ROH World Tag Team Championship e Jay Briscoe derrotou Kevin Steen para conquistar o ROH World Championship.

## Antes do evento
Supercard of Honor VII teve lutas de wrestling profissional envolvendo diferentes lutadores com rivalidades e storylines pré-determinadas que se desenvolveram no Ring of Honor Wrestling — programa de televisão da Ring of Honor (ROH). Os lutadores interpretaram um vilão ou um mocinho seguindo uma série de eventos para gerar tensão, culminando em várias lutas.

## Resultados
| No.                            | Lutas | Estipulação                                                                      | Duração |
| ------------------------------ | --- | -------------------------------------------------------------------------------- | ------- |
| 1                              | ACH e Tadarius Thomas derrotaram QT Marshall e RD Evans | Luta de duplas                                                                   | 09:51   |
| 2                              | Mike Bennett (com Maria Kanellis e Bob Evans) derrotou Shelton Benjamin | Luta individual                                                                  | 09:01   |
| 3                              | Michael Elgin derrotou Jay Lethal | Luta individual para determinar o desafiante número um ao ROH World Championship | 19:05   |
| 4                              | S.C.U.M. (Cliff Compton, Jimmy Jacobs, Jimmy Rave, Rhett Titus e Rhino) (com Steve Corino) derrotaram Time ROH (B.J. Whitmer, Caprice Coleman, Cedric Alexander, Mark Briscoe e Mike Mondo) | Luta Ten-Man War                                                                 | 11:13   |
| 5                              | Karl Anderson derrotou Roderick Strong | Luta individual                                                                  | 12:35   |
| 6                              | Matt Taven (c) (com Truth Martini e Scarlett) derrotou Adam Cole e Matt Hardy (com Steve Corino) - Adam Cole derrotou Matt Hardy (10:01) - Matt Taven derrotou Adam Cole (11:25)            | Luta Three-Way de eliminação pelo ROH World Television Championship              | 11:25   |
| 7                              | reDRagon (Bobby Fish e Kyle O'Reilly) (c) derrotou The American Wolves (Davey Richards e Eddie Edwards)                                                                                     | Luta de duplas pelo ROH World Tag Team Championship                              | 21:07   |
| 8                              | Jay Briscoe derrotou Kevin Steen (c) | Luta individual pelo ROH World Championship                                      | 20:00   |
| (c) – Campeão(s) antes da luta | |                                                                                  |         |